# نصبت
نصبت (بالعبرية: נצבת‏) امرأة إسرائيلية وهي والدة داود حسب التلمود ولكن اسمها لم يرد في الكتاب المقدس. كانت جدًا لملوك يهوذا.
كان والد نصبت يدعى عدئل أو عيدال. تزوجت من رجل يدعى يسى البيتلحمي وأولادهم هم:
- أليآب، الذي كان طويل القامة جدا
- أبيناداب[3]
- شِمْعَى
- نثنئيل
- رَدّايَ
- أوصم ("قوي")
- داود، والد:
  - سليمان
- صروية، والدة:
  - أبيشاي
  - يوآب
  - عسائيل، وجميعهم من الجنود
- أبيجائيل[4]